# Gilze en Rijen
Gilze en Rijen (phát âmⓘ) là một đô thị ở phía nam Hà Lan. Đô thị này có 4 làng Rijen, Gilze, Hulten và Molenschot.
Rijen phát triển trong thế kỷ 19 nhờ các nhà máy da.

## Các trung tâm dân cư
- Rijen (dân số: 16.048)
- Gilze (7.498)
- Molenschot (1.384)
- Hulten (340)